# Erik Carlsson
Pour les articles homonymes, voir Carlsson.
Erik Carlsson, alias Carlsson på taket (« Carlsson sur le toit »), né le 5 mars 1929 à Trollhättan, en Suède, et mort le 27 mai 2015, est un pilote de rallye suédois, pour le constructeur automobile Saab. En raison de son poste de responsable des relations publiques pour Saab, il est également connu comme M. Saab.
Parce que les premières Saab avec lesquelles il a participé à des rallyes manquaient très nettement de puissance avec leur petit moteur deux temps de 758 cm3, Erik Carlsson a développé une technique de pilotage très particulière. Avec ce petit moteur deux temps, il était nécessaire de garder des tours, c'est-à-dire de maintenir le moteur à haut régime pour conserver de la puissance. Il était important de ne perdre que le minimum de vitesse dans les virages. Profitant de la légèreté et de la maniabilité de la voiture, il mit au point une technique de freinage du pied gauche. Combinant freinage du pied gauche tout en gardant le pied droit sur la pédale d'accélérateur facilitait le départ de l'arrière de la voiture en dérapage contrôlé, tout en maintenant une vitesse acceptable. L'inconvénient de cette méthode est qu'elle réduisait de manière significative la durée de vie des garnitures de freins.

## Biographie

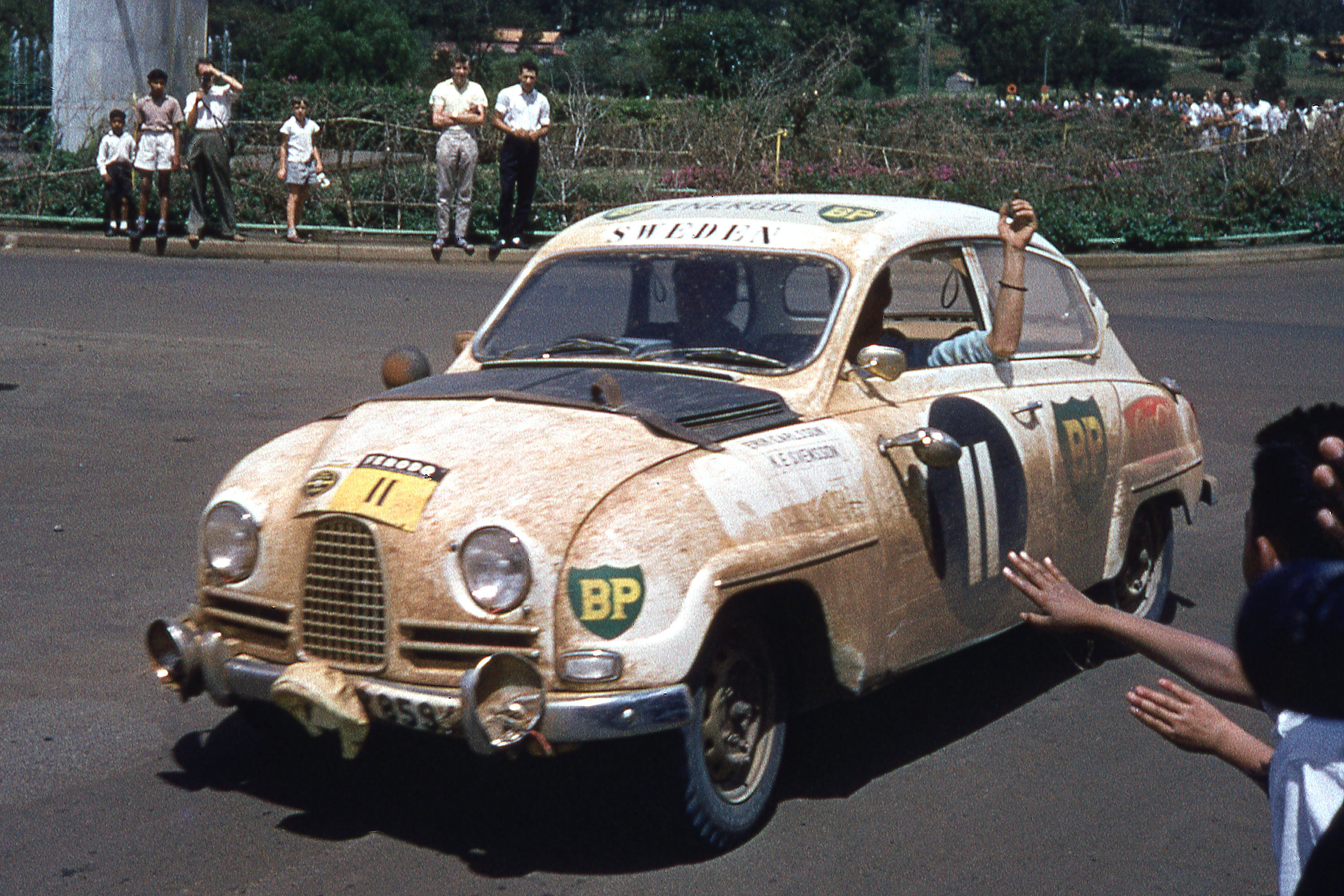
Erik Carlsson en 1962, au Rallye Safari sur Saab 96.

En 1965, Pat Moss et Erik Carlsson ont écrit un livre : L'Art des techniques de conduite (publié par Heinemann, Londres). Ce livre a été traduit en néerlandais, allemand, japonais et espagnol.
Le sobriquet de Carlsson på taket qui a été donné à Carlsson trouve sa raison dans son habitude de retourner,, de temps en temps, sa voiture de rallye sur le toit. Dans le Safari Rally, il a même retourné sa voiture intentionnellement, pour échapper à une mare de boue. Lorsque des journalistes plus tard ont douté de son histoire, il leur a prouvé qu'il en était capable en retournant sa voiture. Fort de l'exemple de Carlsson, l'équipe d'usine Ford tenta par la suite la même acrobatie avec leur Ford Cortina, le manque de pratique du pilote et le dessin anguleux de la voiture causèrent plus de dommages que l'épreuve du rallye tout entier.
Erik Carlsson a fait un certain nombre de choses inhabituelles au cours de sa carrière en rallyman. Dans une épreuve au Royaume-Uni, il avait un besoin désespéré pour une pièce de rechange. Il trouve une nouvelle Saab 96 sur un parking. Lui et le mécanicien d'usine commencèrent le démontage de la voiture lorsque son propriétaire plutôt bouleversé les découvre… Heureusement, le copilote réussit à désamorcer la situation en expliquant qu'Erik était pilote d'usine Saab et que le propriétaire serait dédommagé par la mise à disposition d'une toute nouvelle voiture. À l'époque, le règlement des rallyes prévoyait des sanctions à l'arrivée en cas de dommages à la voiture. Vers la fin d'un rallye, la voiture d'Erik avait des traces d'impacts sur les deux ailes avant et sur une porte. Pour éviter les points de pénalité, ils s'arrêtèrent et échangèrent la porte et les ailes avec la voiture d'assistance. Puis Erik constata qu'il serait un peu suspect d'avoir une porte et des ailes propres alors que le reste de la voiture était couvert de boue et de poussière. Comme ils n'avaient pas d'eau, ils utilisèrent de l'essence de leur jerrican de secours pour laver la voiture. Les journalistes qui couvraient l'événement, furent très impressionnés qu'ils aient eu le temps de laver la voiture avant de franchir la ligne d'arrivée du rallye. Une fois les festivités de l'arrivée terminées, Erik Carlsson retourna dans sa chambre d'hôtel, regarda par la fenêtre et vit une voiture garée devant l'estrade de l'arrivée : elle était propre, mais une de ses portes et ses ailes étaient sales, portant toujours avec le numéro de course visibles à travers la poussière et la boue.

## Vie privée
Erik Carlsson était marié avec Pat Moss (1934-2008), qui était aussi une pilote de rallye célèbre (et jeune sœur de Stirling Moss). En 1970, ils eurent une fille, Suzy Carlsson, qui devait devenir plus tard une cavalière de classe internationale.

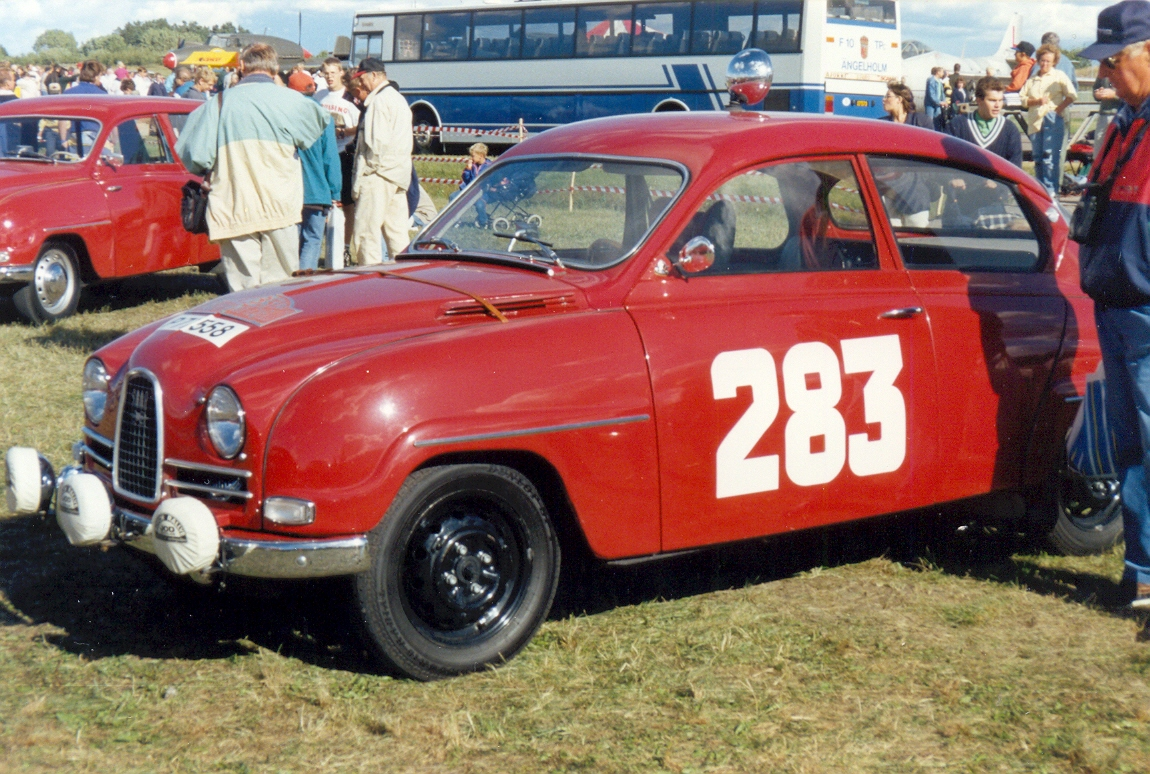
Réplique de la Saab 96 vainqueur du Rallye Monte-Carlo 1963.

## Victoires et autres places d'honneur

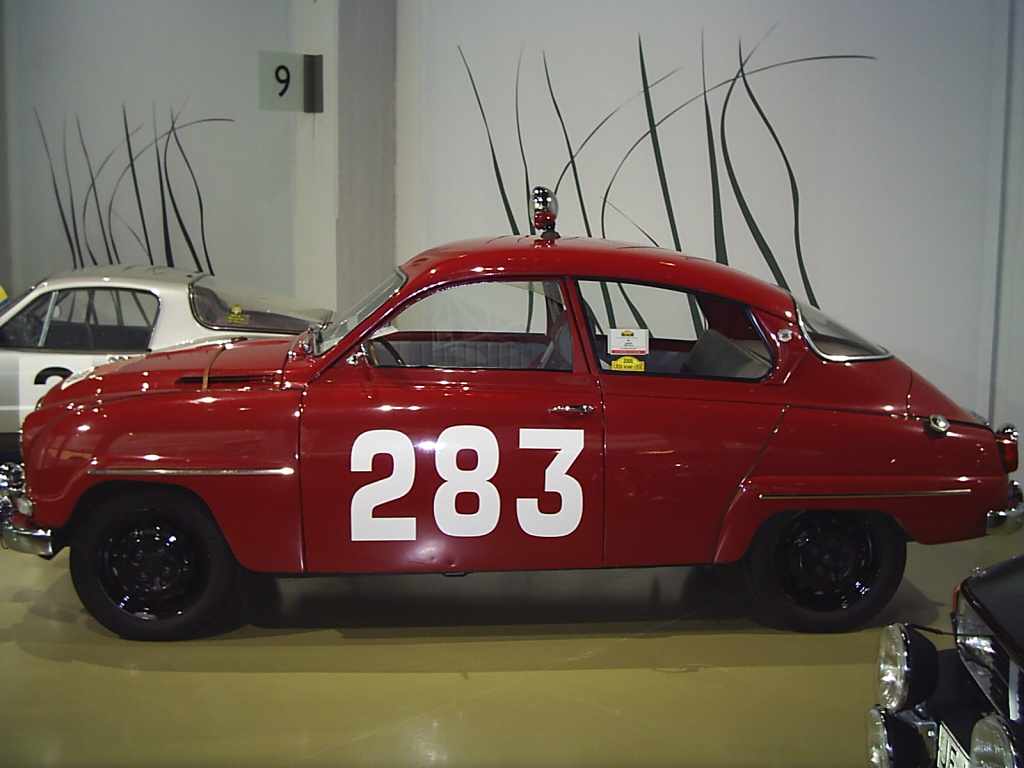
La véritable (musée SAAB, à Trollhättanmême)...

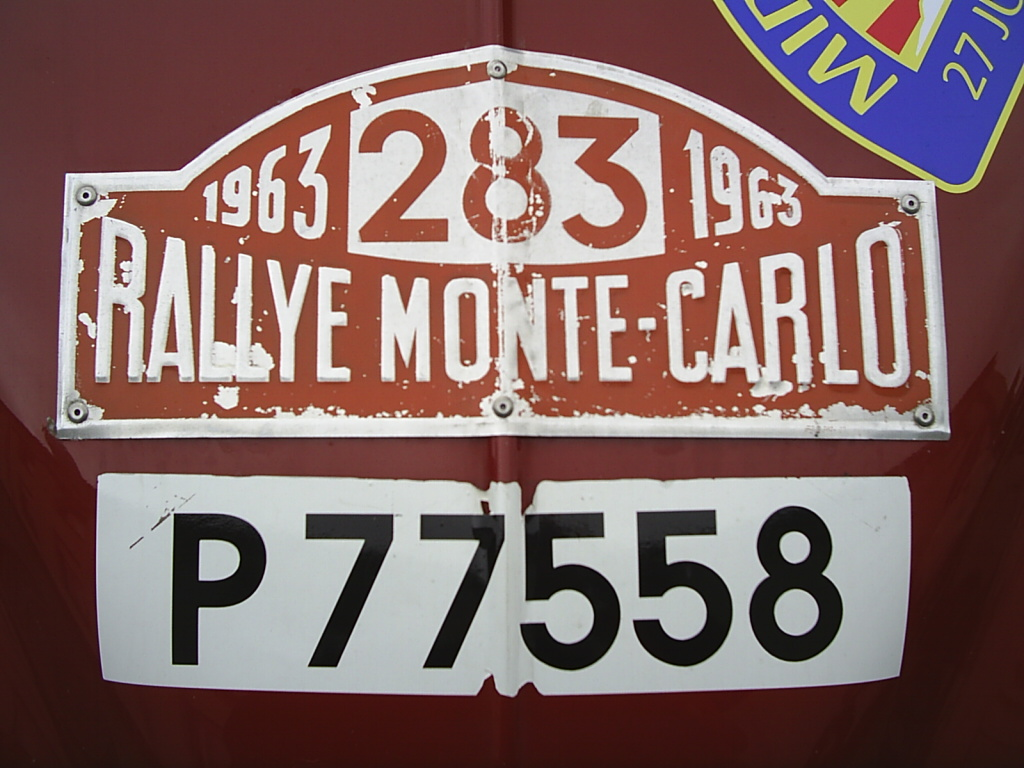
...et sa plaque.

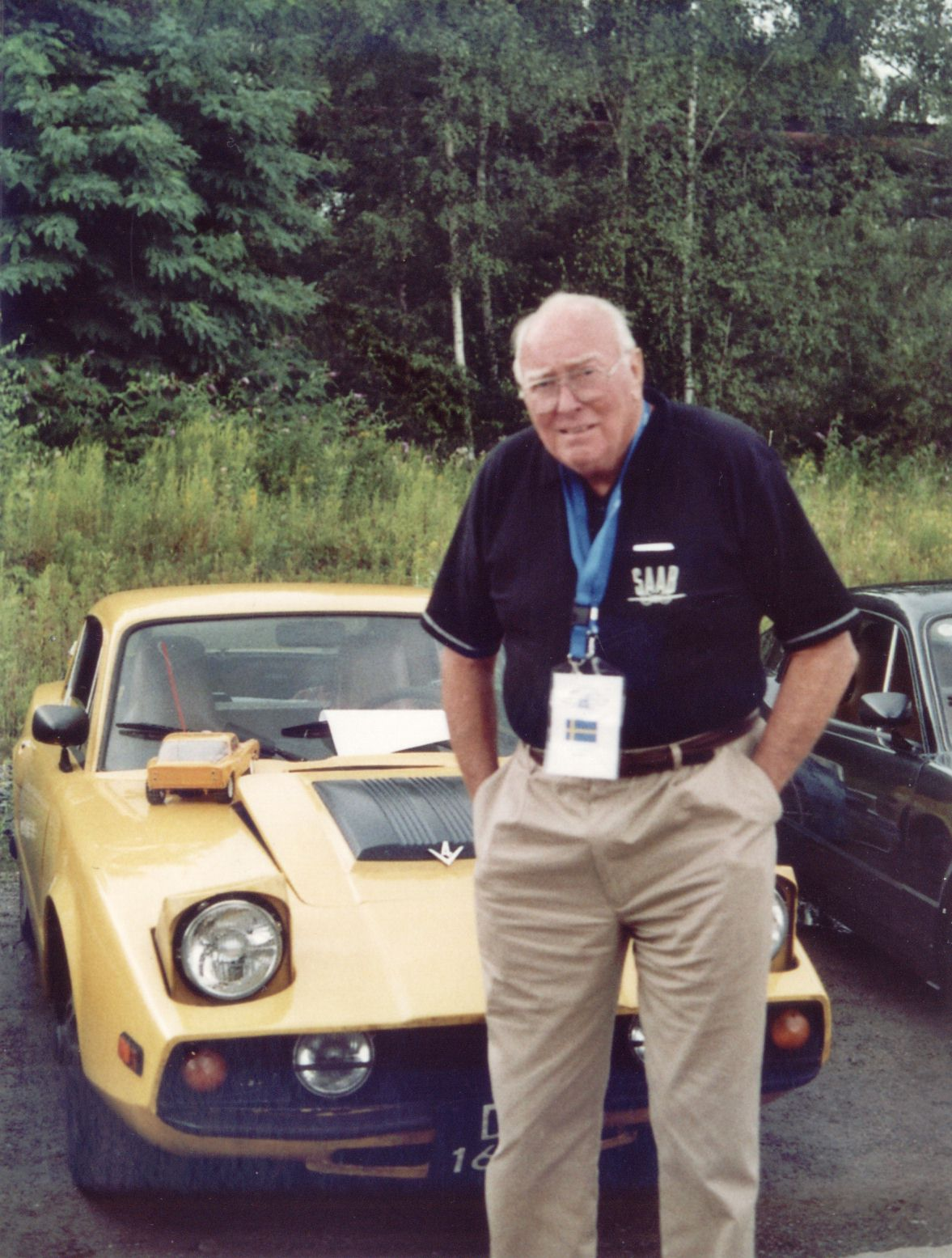
Erik Carlsson devant une Saab Sonett III.

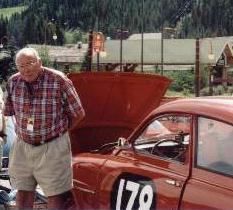
Erik Carlsson et la Saab 96 en 1999.

- 1955: 1er au Rikspokalen, Saab 92;
- 1956: Vainqueur au Scandiatrofén (Championnat de Suède), Saab 93 (ex aequo avec Carl-Magnus Skogh en Groupe);
- 1957: 1er au Rallye des 1000 Lacs, Saab 93 (et 1er: Meilleure équipe constructeur avec Carl-Otto Bremer et Harald Kronegård); 
  - 1957: 2e au Finnish Snow Rallye, Saab 93;
- 1959: 1er au Midnattssolsrallyt (qui était le Rallye de Suède cette année-là), Saab 93 (copilote Mario Pavoni)[6];
- 1959: 1er au Rallye d'Allemagne, Saab 93; 
  - 1959: 2e au Rallye Viking (dernière édition) avec Mario Pavoni, Saab;
- 1960[7], 1961, et 1962: 1er au RAC Rally, Saab 96; 
  - 1960: 2e au Rallye de l'Acropole, Saab 96[8];
  - 1961: 4e au Rallye de Monte-Carlo, Saab 95 (Break[9]);
- 1961: 1er au Rallye de l'Acropole, Saab 96;
- 1962 et 1963[10]: 1er au Rallye de Monte-Carlo, Saab 96[11],[12];
  - 1962: 2e au Rallye de Genève, Saab 96[13];
  - 1962: 7e au Rallye East African Safari, Saab 96;
  - 1963: 2e au Rallye Liège-Sofia-Liège, Saab 96;
- 1964: 1er au Rallye de San Remo (Rallye dei Fiori), Saab 96 Sport; 
  - 1964: 2e au Rallye Liège-Sofia-Liège Rally Saab 96;
  - 1964: 2e au Rallye East African Safari, Saab 96;
  - 1965: 2e au Rallye d'Australie BP, Saab 96 Sport;
  - 1965: 2e au Rallye de l'Acropole, Saab 96 Sport;
- 1967: 1er au Rallye tchèque (Rallye Vltava), Saab 96 Sedan V4; 
  - 1969: 3e au Baja 1000 (3e édition), Saab 96 V4;
  - 1970: 5e au Baja 1000, Saab 96 V4.

## Distinction
- Membre du Rally Hall of Fame depuis 2010 (première promotion).